# Schloss Tuméjus

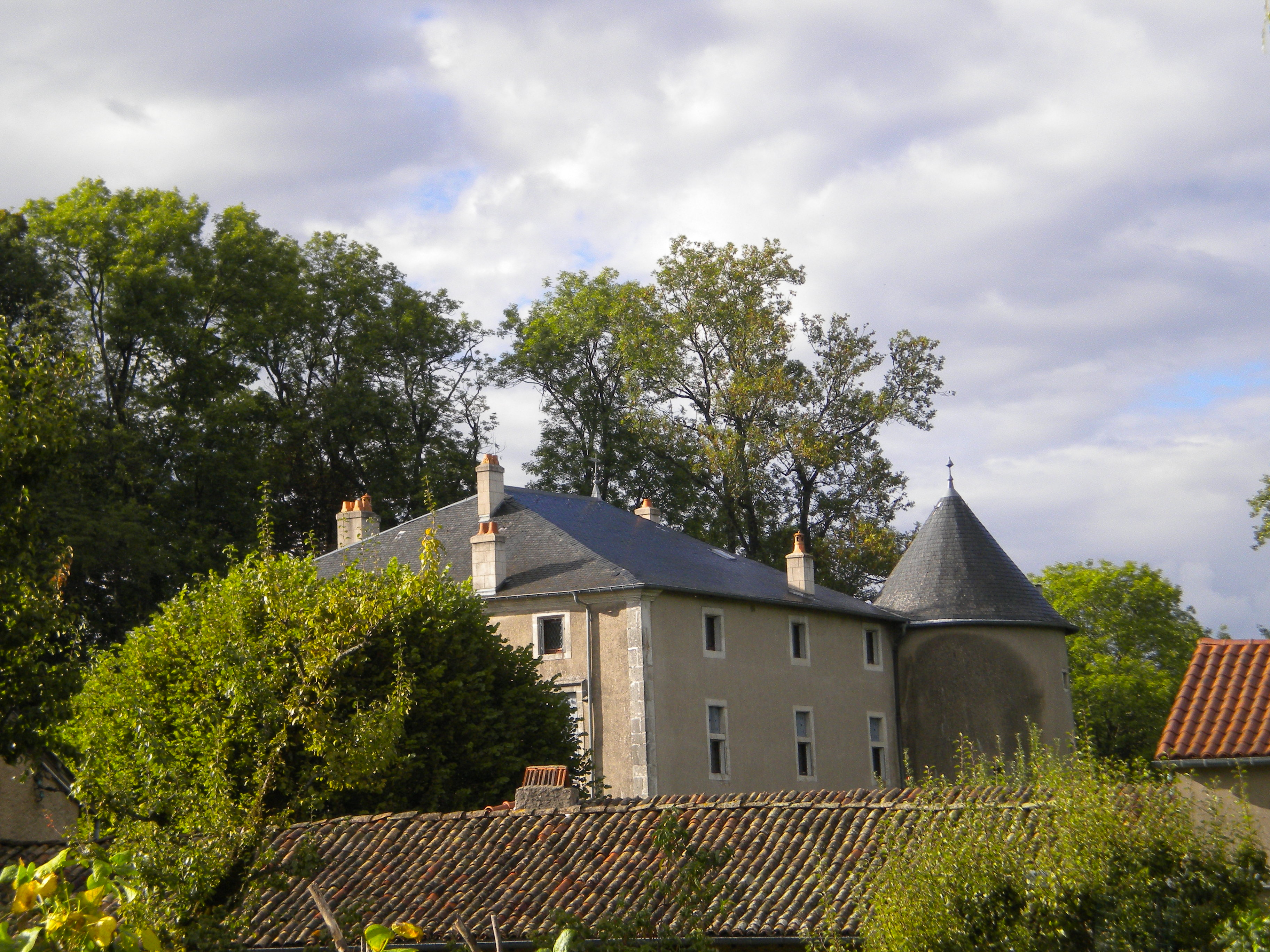
Schloss Tuméjus, Ansicht von Südosten

Das Schloss Tuméjus (französisch Château de Tuméjus oder Maison-forte de Tuméjus) ist ein Schloss in der lothringischen Gemeinde Bulligny (Département Meurthe-et-Moselle) der französischen Region Grand Est. Es entstand aus einem Festen Haus des 15. Jahrhunderts und hat viel seiner Wehrhaftigkeit bewahrt, obwohl es zu Beginn des 17. Jahrhunderts und im 18. Jahrhundert stark verändert wurde. Teile des Gebäudes und der Schlosspark stehen seit dem 13. Februar 1997 als eingeschriebenes Monument historique (inscrit) unter Denkmalschutz. Das Anwesen kann nicht besichtigt werden.

## Geschichte

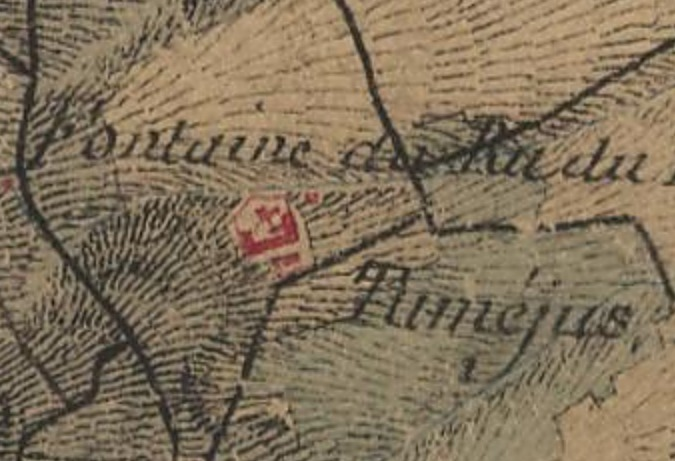
Das Schloss auf der Generalstabskarte von 1820–1866

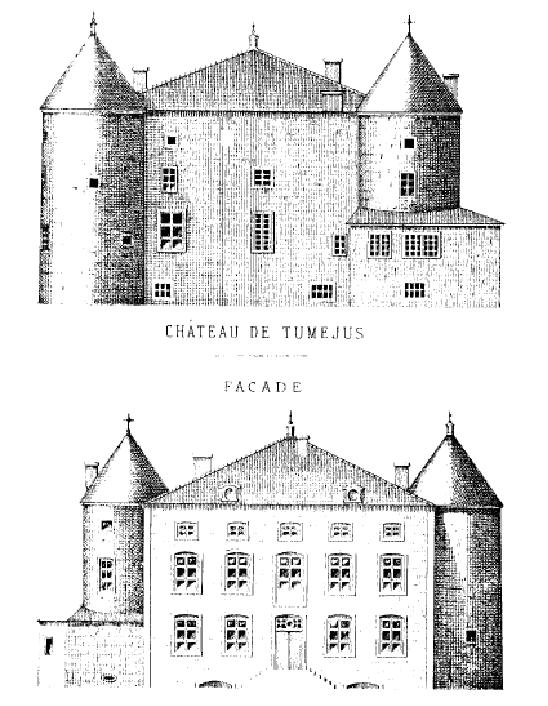
Ansichten des Schlosses von É.-D. Orly, 1874

Um das Jahr 1432 errichtet Ferry I. de Ligniville, der aus einer alten lothringischen Familie stammte, ein befestigtes turmartiges Wohnhaus rund 700 Meter nördlich des Ortskerns der Ortschaft Bulligny. Er war durch die Heirat mit der Gräfin von Graux in den Besitz der damaligen Seigneurie Tuméjus gekommen. Über seinen Sohn Gérard und dessen Neffen Ferry II. gelangte es an Didier de Ligniville, der die Hälfte des Hauses 1527 an das Domkapitel von Toul verkaufte. Didiers Neffe Jacques de Ligniville († 1571) ließ nötige Reparaturen an dem Gebäude ausführen und erwarb Rechte sowie Ländereien hinzu, sodass das Touler Kapitel schließlich nur noch einige wenige Anteile an Tuméjus besaß. Jacquesʼ Sohn Christophe folgte seinem Vater in der Seigneurie nach, aber verstarb selbst schon 1578. Er hinterließ den Besitz seinen beiden Söhnen, die ihn mit Vertrag vom 14. Oktober 1608 unter sich aufteilten. Zuvor war das Gebäude um 1604/1605 instand gesetzt worden.
Nach den Annalen des aus Toul stammenden Demange Bussy wurde die Anlage am 2. Mai 1636 zerstört. Vermutlich handelte es sich dabei um eine Schleifung durch die Franzosen, die zu jener Zeit Lothringen besetzt hatten. Einer der beiden Eigentümer, Philippe-Emmanuel de Ligniville, verkaufte seine Hälfte an dem Haus 1647 an Claude Jacquot, dessen Urenkel Pierre Rutant 1744 auch den zweiten Teil erwarb und somit das Anwesen wieder in einer Hand vereinte. Kurz darauf begann er mit Umbauarbeiten an dem Gebäude. Sein Sohn Pierre-Louis verkaufte das Schloss 1749 an Jean-Claude Pierron, der weitere Veränderungen am Gebäude vornehmen ließ und ihm damit sein heutiges Aussehen verlieh. So ließ er zum Beispiel die beiden Südtürme des Hauptgebäudes niederlegen und die großen Fensteröffnungen an der Südfassade ausbrechen. Seine Enkelin Julie heiratete Nicolas Joseph Lefebvre und brachte Schloss Tuméjus mit in die Ehe. Es folgten einige weitere Besitzerwechsel, ehe das Anwesen 1895 von der Familie Jambois erworben wurde. Henri Jambois restaurierte sowohl Haupt- als auch Nebengebäude und ließ einen französischen Garten anlegen. Seine Tochter Ivane brachte es durch Heirat an die Familie Bonjean, die noch heute Eigentümerin ist.
In der Mitte des 19. Jahrhunderts erfolgte der Bau einer Orangerie und eines Bienenhauses und die Anlage des zum Anwesen gehörenden Waldparks. Nachdem Orkan Lothar im Jahr 2000 viele Bäume beschädigt hatte, wurde der Wald im darauffolgenden Jahr aufgeforstet.

## Beschreibung

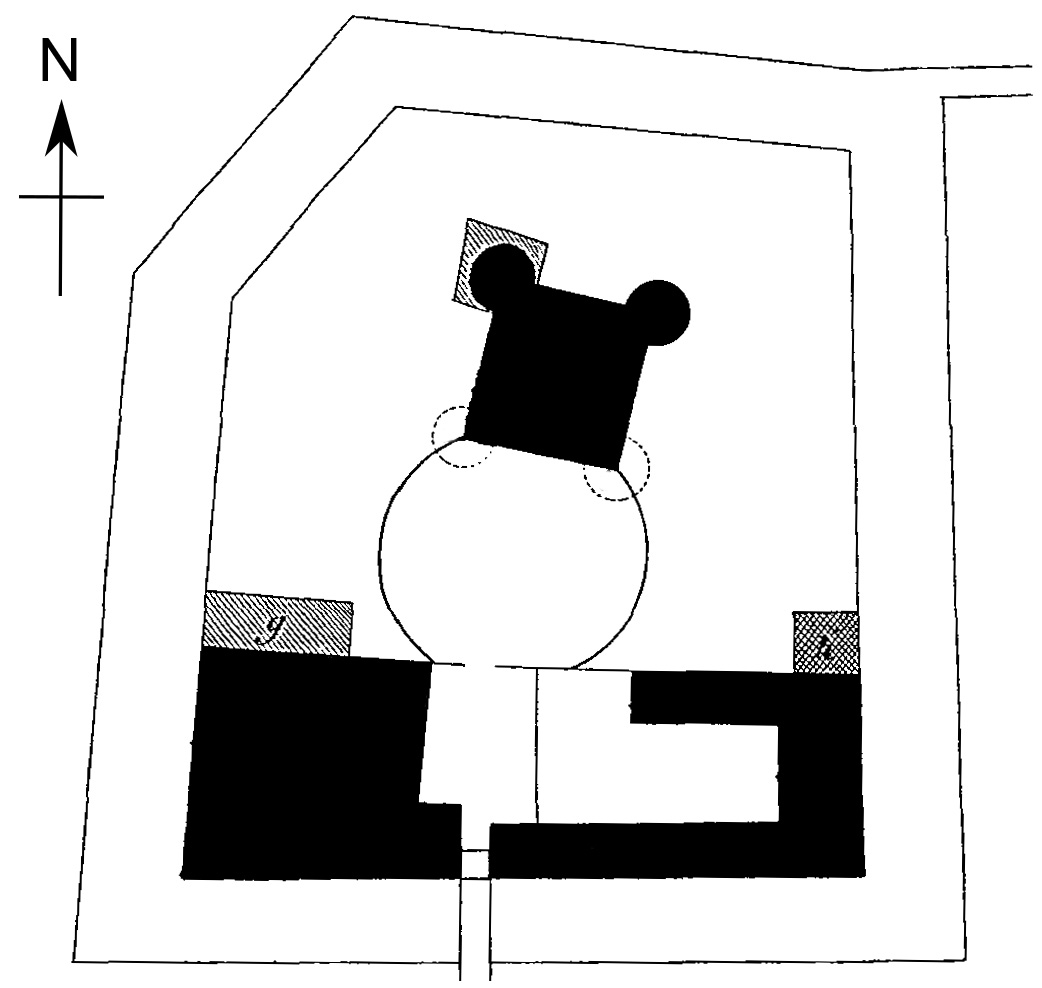
Lageplan des Schlosses mit dem Zustand von 1810

Die Schlossanlage besteht aus einem Haupthaus sowie den südlich davon liegenden Ökonomie- und Nebengebäuden. Sämtliche Bauten stehen auf einem etwa 75 × 80 Meter messenden Areal, das früher rundherum von einem Wassergaben umgeben war. Dieser Graben ist heute nur noch an der Ostseite und teilweise im Süden erhalten. Er wird durch den nördlich des Schlosses vorbeifließenden Bach Poisson gespeist. Der Zugang zum Schloss erfolgt von Süden und war früher nur mittels einer Zugbrücke über den Wassergraben möglich.
Das Hauptgebäude ist ein dreigeschossiger Bau mit Walmdach. Es besitzt einen nahezu quadratischen Grundriss mit einer Seitenlänge von 16,25 Metern bei einer Höhe von etwa 10,50 Metern. Die beiden nördlichen Ecken werden durch zwei Rundtürme mit einem Außendurchmesser von acht Metern und Kegeldächern markiert. Der westliche von ihnen weist ein quadratisches Erdgeschoss auf. Schießscharten in den Türmen sind heute noch Zeuge von der einstigen Wehrhaftigkeit des Hauses. Die zwei südlichen Pendants der Türme wurden im 18. Jahrhundert abgerissen.